# Crisia klugei
Crisia klugei är en mossdjursart som beskrevs av Ryland 1967. Crisia klugei ingår i släktet Crisia och familjen Crisiidae. Arten är reproducerande i Sverige. Inga underarter finns listade i Catalogue of Life.